# Leucochrysa (Nodita) virginiae
Leucochrysa (Nodita) virginiae is een insect uit de familie van de gaasvliegen (Chrysopidae), die tot de orde netvleugeligen (Neuroptera) behoort. 
Leucochrysa (Nodita) virginiae is voor het eerst wetenschappelijk beschreven door Penny in 1998.